# نیکیتا سیمونیان
نیکیتا سیمونیان (ارمنی: Նիկիտա Մկրտիչ Սիմոնյան؛ زادهٔ ۱۲ اکتبر ۱۹۲۶ در آرماویر، روسیه) یک بازیکن و مربی فوتبال ارمنی‌تبار اهل اتحاد شوروی است.

## باشگاهی
از باشگاه‌هایی که در آن بازی کرده‌است می‌توان به باشگاه فوتبال اسپارتاک مسکو اشاره کرد.

## تیم ملی
سیمونیان همچنین ۲۰ ملی برای تیم ملی فوتبال شوروی انجام داده است و در طی آن ۱۰ گل به ثمر برساند.